# Port-de-Bouc
Port-de-Bouc (okzitanisch Lo Pòrt de Boc) ist eine französische Gemeinde mit 16.138 Einwohnern (Stand 1. Januar 2022) im Département Bouches-du-Rhône in der Region Provence-Alpes-Côte d’Azur.

## Geografie
Der Ort liegt zehn Kilometer westlich von Martigues und 45 Kilometer westlich von Marseille. Nachbarorte sind neben Martigues noch Fos-sur-Mer und Saint-Mitre-les-Remparts.

## Geschichte
Einige Funde deuten darauf hin, dass auf dem Gebiet des heutigen Port-de-Bouc bereits zu vorgeschichtlichen Zeiten gejagt wurde. Die erste Siedlung war das Oppidum Castillon im 5. oder 6. Jahrhundert vor Christus. Dieses Gebiet zwischen den Feuchtwiesen der Camargue und dem Mittelmeer wurde nach und nach erschlossen. Bereits im ersten bis vierten Jahrhundert existierte in Port-de-Bouc ein Hafen. Aus dem Frühmittelalter sind viele Gräber erhalten.
Die Errichtung des Kanals von Arles nach Port de Bouc im Jahre 1834 war ein Schlüsselereignis in der Geschichte des Ortes. 1866 bildete Napoleon III. aus Teilen der Gemeinden Fos-sur-Mer und Martigues die Gemeinde Port-de-Bouc. Am 2. September 1866 wurde der Ort von einer schweren Flut heimgesucht. In der zweiten Hälfte des 19. Jahrhunderts gewann der Ort mit seinem Hafen an Bedeutung. 1899 ließ sich hier eine Schiffbaufirma nieder. Einige Jahre später siedelten sich auch zwei Chemiefirmen im Ort an.
Von Port-de-Bouc stach 1948 die Altalena in See, deren für radikal-zionistische Organisationen bestimmte Waffenladungen in Israel bürgerkriegsähnliche Konfrontationen auslösten.
1966 lebten im Ort 14.000 Menschen aus aller Welt. In diesem Jahr schlossen jedoch die Werften, was eine Katastrophe für den Ort darstellte. 2000 Arbeitsplätze gingen verloren. Durch die Gründung des Industriegebiets in Fos-sur-Mer kamen in den 1970er Jahren jedoch rund 7.500 Menschen in die Stadt. Das Industriegebiet brachte aber aufgrund von Krisen nicht die erwünschte Leistung und die Einwohnerzahl in Port-de-Bouc nahm wieder ab. In der Nachkriegszeit war René Rieubon von 1944 bis 1990 langjähriger Bürgermeister der Gemeinde.

## Kultur und Sehenswürdigkeiten
- Fort de Bouc aus dem 17. Jahrhundert (Lage→)
- Fischereihafen (Lage→)
- Moralès-Museum mit Skulpturen des Bildhauers Raymond Moralès (1926–2008)

## Verkehrsanbindung
Der Ort liegt an der N568, die nach Arles führt und den Ort in die andere Richtung an die A55 nach Marseille anbindet.
Port-de-Bouc hat ferner einen Bahnhalt an der Bahnstrecke Miramas–L’Estaque (Ligne de la Côte Bleue).

## Bevölkerungsentwicklung
| Jahr      | 1962   | 1968   | 1975   | 1982   | 1990   | 1999   | 2008   | 2015   | 2021   |
| Einwohner | 12.510 | 14.080 | 21.424 | 20.106 | 18.786 | 16.686 | 17.207 | 16.516 | 16.136 |